# Кэмпбелл (Калифорния)
Кэмпбелл (англ. Campbell) — город в округе Санта-Клара, в штате Калифорния, США. Население по результатам переписи 2019 года составляло — 41 793 человека, согласно оценке Бюро переписи населения США 2019 года.
Город расположен в Кремниевой долине США, граничит на востоке и севере с Сан-Хосе, на юге с Лос-Гатос и на западе с небольшой частью города Саратога.

## География
Кэмпбелл граничит с Сан-Хосе на востоке и севере, Лос-Гатосом на юге, и на западе с небольшой частью Саратогой.

## История
До основания города Кэмпбелл, земля была принадлежала коренным американцам Олони.
До существования города в 1839 году около трети нынешнего Кэмпбелла принадлежало испанской колонии Верхняя Калифорния и Ранчо Ринконада де Лос Гатос. Северная граница земельного участка проходила вдоль современной Ринкон-авеню и через северный конец парка Джона Д. Моргана в центре Кэмпбелла.

## Экономика
Крупнейшие компании
Согласно комплексному годовому финансовому отчету города за 2016 год, ведущими работодателями в городе являются
| #  | Работодатель                    | Количество сотрудников |
| -- | ------------------------------- | ---------------------- |
| 1  | Barracuda Networks Inc          | 393                    |
| 2  | Daley's Drywall & Taping        | 270                    |
| 3  | Whole Foods Market              | 260                    |
| 4  | Safeway                         | 240                    |
| 5  | The Home Depot                  | 228                    |
| 6  | Bioreference Laboratories, Inc. | 201                    |
| 7  | HighTail Inc                    | 200                    |
| 7  | SAAMA Technologies              | 200                    |
| 8  | Friendfinder Networks Inc       | 185                    |
| 9  | Fry's Electronics Inc           | 184                    |
| 10 | Moss Adams LLP                  | 179                    |

Технологические компании 8x8, Move, ChargePoint, Hightail, ZURB также входят в число компаний, базирующихся в Кэмпбелле.